# Maometto II

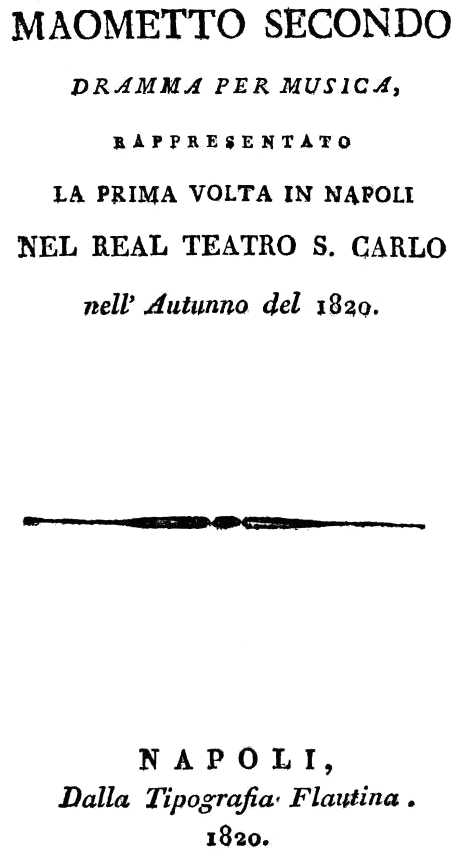
Librettots titelsida, Neapel 1820.

Maometto II  är en opera (dramma per musica) i två akter med musik av Gioacchino Rossini. Librettot skrevs av Cesare della Valle efter sin egen pjäs Anna Erizo (1820). Maometto II var det italienska namnet på Mehmet II, det osmanska rikets sultan i mitten av 1400-talet.

## Historia
I början av 1820 var Rossini sysselsatt med den italienska premiären av Gaspare Spontinis opera Fernand Cortez. Arbetet påverkade hans egen musikstil vad gällde behandlingen av körer och bleckblås. Fram till mars var han sedan upptagen med att komponera sin Messa di Gloria. Först i maj kunde han påbörja komponerandet av sin nya opera Maometto II, vilken var beställd av Teatro San Carlo i Neapel. Rossini skrev operan på höjden av sin neapolitanska karriär. Operan hade premiär den 3 december 1820 men blev ingen stor succé. Rossini måste ändå ha trott på verket, för 1822 omarbetade han det för karnevalssäsongen i Venedig och tillfogade en ouvertyr och en ny terzett. Dessutom lade han till den tragiska finalen "Tanti affetti" från La donna del lago. Denna version hade premiär den 26 december 1822 på La Fenice men även här fick operan ett kyligt mottagande av publiken. Sopranen Isabella Colbran (tillika Rossinis hustru) blev till och med utbuad en kväll.
Till den franska premiären i Paris 1826 reviderade Rossini om operan helt med den nya titeln Le siège de Corinthe så att det blev en helt ny opera.

## Personer
- Maometto II (Mehmet II) (bas)
- Paolo Erisso, Venedigs ledare på Negropont (tenor)
- Anna, hans dotter (sopran)
- Calbo, en venetiansk ädling (mezzosopran eller kontraalt)
- Condulmiero, venetian ädling (tenor)
- Selimo (tenor)

## Handling

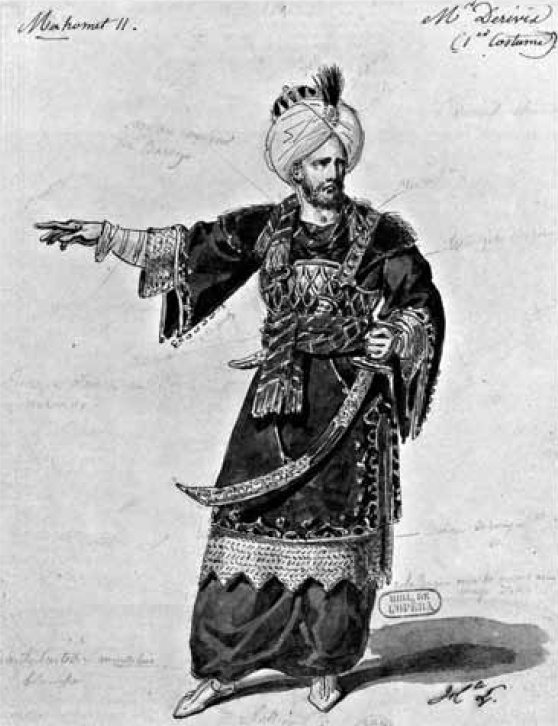
Henri-Etienne Dérivis (1780-1856) som Maometto 1820.

Maometto II belägrar Negropont. Han älskar det venetianska sändebudets dotter Anna, men då hon får klart för sig att han är muslimsk sultan väljer hon en annan beundrare. Maometto segrar och hon räddar sin familj genom att acceptera hans frieri men själv tar hon sitt liv.

## Musiken
Orkestern består av:
- Träblås: två flöjter (två piccolaflöjter), två oboer, två klarinetter, två fagotter
- Bleckblås: fyra valthorn, två trumpeter, tre tromboner, serpent
- Slagverk: pukor, bastrumma, cymbal, triangel, klockspel
- Stråkar
- Scenmusik: blåsarensemble, virveltrumma, harpa

Operan innehåller följande musiknummer:
- Sinfonia (ouvertyr) (tillagd till premiären i Venedig 1822)

Akt I
- Nr. 1. Introduktion: "Al tuo cenno, Erisso, accolti" (Scen 1)
- Nr. 2. Cavatina (Anna): "Ah! che invan sul mesto ciglio" (Scen 2)
- Nr. 3. Scen: "Pietoso ciel / Figlia / Che veggio!" (Scen 2) 
  - Terzettone (Anna, Erisso, Calbo): "Ohimè! qual fulmine" (Scen 2)
  - Bön (Anna, Chor): "Giusto ciel, in tal periglio" (Scen 3)
- Nr. 4. Kör: "Dal ferro, dal foco" (Scen 4) 
  - Cavatina (Maometto): "Sorgete: in sì bel giorno" (Scen 4)
- Nr. 5. Scen: "Compiuta ancor del tutto" (Scen 4) 
  - Kör: "Signor, di liete nuove" (Scen 4)**Terzett (Erisso, Calbo, Maometto): "Giusto ciel, che strazio è questo!" (Scen 5)
  - Final: "Ritrovo l'amante" (Scen 6)

Akt II
- Nr. 6. Kör: "È follia sul fior degli anni" (Scen 1)
- Nr. 7. Scen: "Tacete. Ahimè! Quai detti iniqui ascolto!" (Scen 1) 
  - Duett (Anna, Maometto): "Anna... tu piangi?" (Scen 2)
- Nr. 8. Scen: "Ma qual tumulto ascolto?" (Scen 2) 
  - Aria (Maometto): "All'invito generoso" (Scen 2)
  - Kör: "Dell'araba tromba" (Scen 2)
- Nr. 9. Scen: "Seguimi, o Calbo. Fra' muti sepolcri" (Scen 3) 
  - Aria (Calbo): "Non temer: d'un basso affetto" (Scen 3)
- Nr. 10. Scen: "Oh, come al cor soavi" (Scen 3) 
  - Terzett (Anna, Erisso, Calbo): "In questi estremi istanti" (Scen 4)
- Nr. 11. Scen och final II: "Alfin compiuta è una metà dell'opra" (Scen 5) 
  - Damkör: "Sventurata! fuggir sol ti resta" (Scen 5)